# Abdul Karim
Abdul Karim fou kan d'Astracan, possible cogovernant amb el seu germà Qasim I i un tercer germà, i potser sol a partir d'una data que podria ser propera al 1490.
El 1491 els tres fills d'Ahmad Khan que cogovernaven l'Horda d'Or, aliats a Abdul Karim, van envair el Kanat de Crimea on foren derrotats. Un fill d'un dels tres kans, de nom Edigu, va morir a la lluita. El 1502 quan l'Horda d'Or fou aniquilada per Meñli I Giray de Crimea, dos nebots de l'esmentat Ahmed Khan, de noms Yusuf i Shigavlei (fills de Yakub i de Bakhtiai, germans d'Ahmed Khan), que vivien a Astracan, es van refugiar a Rússia.
Per fer fugir a Shaykh Ahmad, el darrer kan de l'Horda d'Or presoner a Lituània, alguns notables tàtars dirigits per Kazak Sultan, que sembla que era germanastre del presoner, va anar a demanar ajut a Abdul Karim; l'acció es va portar a terme però els fugitius foren capturats abans de sortir de Lituània i el kan enviat a Kovno.
El 1509 Abdul Karim, aliats als mirzes nogais Aguish, Akhmet Ali i Shidiak, va fer un atac a Crimea però fou derrotat pel kan local. No torna a ser esmentat i hauria mort vers 1514. El seu germà Yanibek potser encara era viu i va regnar uns anys sol.